# 漢氏坦加麗魚
漢氏坦加麗魚，為輻鰭魚綱鱸形目隆頭魚亞目慈鯛科的其中一種，分布於非洲坦干伊喀湖流域，為特有種，體長可達8.5公分，棲息在湖泊沙底質深水域，以橈腳類為食，生活習性不明，可作為觀賞魚。